# Ernst Nathorst-Böös (1861–1961)
Ernst Jonas Nathorst-Böös, född 20 november 1861 i Erska församling, Älvsborgs län, död 23 september 1961 i Boo församling, Stockholms län, var en svensk jurist.
Ernst Nathorst-Böös blev juris utriusque kandidat vid Lunds universitet 1886, vice häradshövding 1888, amanuens i Ecklesiastikdepartementet 1888, var vice auditör vid Livgardet till häst 1891–1897, notarie i Svea hovrätt 1896-1902, auditör vid Svea livgarde 1897–1915, sekreterare i riksdagens andra kammare 1895–1901, ombudsman vid Bankaktiebolaget Stockholm-Öfre Norrland 1899–1910 och kassadirektör där 1908–1910. Därefter var han verksam som advokat i Stockholm och blev ledamot av Sveriges advokatsamfund 1921.
Ernst Nathorst-Böös var son till vice häradshövdingen Jonas Böös och Louise Nathorst samt dotterson till Johan Theophil Nathorst. Han var bror till pedagogen Louise Nathorst-Böös, far till juristen Ernst Nathorst-Böös samt farfar till juristen och numismatikern Ernst Nathorst-Böös.